# Alpine Ski-Junioreneuropameisterschaften 1974
Die 3. Alpinen Ski-Junioreneuropameisterschaften fanden vom 24. bis 27. Januar 1974 in Jasná in der Tschechoslowakei statt.

## Herren

### Abfahrt
| Platz | Land | Sportler          |
| ----- | ---- | ----------------- |
| 1     | AUT  | Bartl Gensbichler |
| 2     | AUT  | Hans Purtscher    |
| 3     | AUT  | Friedrich Mayer   |

### Riesenslalom
| Platz | Land | Sportler          | Zeit        |
| ----- | ---- | ----------------- | ----------- |
| 1     | SWE  | Ingemar Stenmark  | 2:38,51 min |
| 2     | AUT  | Bartl Gensbichler | 2:38,64 min |
| 3     | TCH  | Bohumír Zeman     | 2:38,97 min |

### Slalom
| Platz | Land | Sportler          | Zeit        |
| ----- | ---- | ----------------- | ----------- |
| 1     | ITA  | Paolo De Chiesa   | 1:39,01 min |
| 2     | AUT  | Bartl Gensbichler | 1:41,56 min |
| 3     | ITA  | Elio Presazzi     | 1:42,79 min |

## Damen

### Abfahrt
| Platz | Land | Sportlerin     |
| ----- | ---- | -------------- |
| 1     | AUT  | Elfi Deufl     |
| 2     | FIN  | Riitta Ollikka |
| 3     | AUT  | Evi Pröll      |

### Riesenslalom
| Platz | Land | Sportlerin     | Zeit        |
| ----- | ---- | -------------- | ----------- |
| 1     | FRG  | Monika Berwein | 1:17,26 min |
| 2     | FRG  | Evi Renoth     | 1:17,47 min |
| 3     | FRG  | Monika Eder    | 1:17,78 min |

### Slalom
| Platz | Land | Sportlerin     | Zeit        |
| ----- | ---- | -------------- | ----------- |
| 1     | FRG  | Evi Renoth     | 1:35,19 min |
| 2     | FRG  | Monika Berwein | 1:36,17 min |
| 3     | ITA  | Wilma Gatta    | 1:38,07 min |

## Medaillenspiegel
| Platz | Land             | Gold | Silber | Bronze | Gesamt |
| ----- | ---------------- | ---- | ------ | ------ | ------ |
| 1     | Österreich       | 2    | 3      | 2      | 7      |
| 2     | BR Deutschland   | 2    | 2      | 1      | 5      |
| 3     | Italien          | 1    | –      | 2      | 3      |
| 4     | Schweden         | 1    | –      | –      | 1      |
| 5     | Finnland         | –    | 1      | –      | 1      |
| 6     | Tschechoslowakei | –    | –      | 1      | 1      |